# Mieruko-chan
Mieruko-chan (見える子ちゃん? lett. "La ragazza che può vederli") è un manga scritto e disegnato da Tomoki Izumi. Ha iniziato la serializzazione il 2 novembre 2018 sul sito web ComicWalker di Kadokawa Shoten e i capitoli sono stati raccolti in 12 volumi tankōbon. In Italia la serie viene pubblicata da Panini Comics sotto l'etichetta Planet Manga a partire dal 2 febbraio 2023.
Un adattamento anime prodotto dallo studio Passione è stato trasmesso dal 3 ottobre al 19 dicembre 2021. Un film cinematografico live action è uscito il 6 giugno 2025.

## Trama
La storia ha come protagonista Miko Yotsuya, una studentessa delle scuole superiori che ha la capacità di vedere fantasmi e spiriti terrificanti che perseguitano lei e le persone che le stanno intorno. Nonostante ciò, Miko fa del suo meglio per ignorare l'esistenza dei fantasmi e cerca di vivere una normale vita da liceale seppure invano.

## Personaggi

### Principali

Hana, Miko e Yuria nell'anime

Miko Yotsuya (四谷 みこ?, Yotsuya Miko)
Doppiata da: Sora Amamiya (anime), Atsumi Tanezaki (vomic), interpretata da: Nanoka Hara (live action)
La protagonista della serie. È una liceale che, improvvisamente e senza una spiegazione apparente, acquisisce la capacità di vedere creature mostruose e spettri invisibili agli occhi degli altri esseri umani. Nonostante la paura che queste presenze le provocano, Miko cerca di mantenere la calma e di fingere di non accorgersene per non attirare l'attenzione di tali entità. Tuttavia, la loro comparsa improvvisa e frequente la mette spesso in difficoltà, arrivando a spaventarla quasi fino alle lacrime. Per proteggersi, in un primo momento acquista dei rosari commerciali da usare come difesa, ma non ne percepisce l'efficacia desiderata. Successivamente si reca nel negozio della cartomante Godmother per ottenere un rosario più potente, che però si rompe subito dopo essere stato consegnato. Miko è molto premurosa nei confronti della sua migliore amica Hana. Pur ignorando le creature mostruose nella maggior parte dei casi, quando si rende conto che un demone che possiede Zen sta influenzando negativamente Hana, decide di intervenire. Per proteggerli, segue Zen e inizialmente sospetta che possa essere coinvolto in una serie di omicidi di gatti, ma dopo che Zen ne salva uno da un incidente stradale, Miko chiarisce il malinteso e si riconcilia con lui.
Hana Yurikawa (百合川 ハナ?, Yurikawa Hana)
Doppiata da: Kaede Hondo, Ayasa Itō (vomic), interpretata da: Coki Yamashita (live action)
La migliore amica di Miko. Ha un carattere solare e spensierato, ed è nota per il suo appetito molto vivace, tanto da non saltare mai la sua "colazione post-colazione". Una caratteristica fisica distintiva è la sua prosperosa figura, in particolare il seno ben sviluppato. Nonostante sia molto sensibile a tutto ciò che riguarda l'horror e il soprannaturale, Hana possiede un'aura vitale particolarmente forte, che attrae facilmente le creature mostruose e gli spiriti. Questa aura si intensifica ulteriormente quando mangia, rendendola ancora più vulnerabile alle presenze paranormali.
Yuria Niguredo (二暮堂 ユリア?, Niguredō Yuria)
Doppiata da: Ayane Sakura, interpretata da: Naenano (live action)
Compagna di scuola di Miko e Hana, anch'essa capace di vedere gli spiriti e le creature ultraterrene. Si definisce la "miglior discepola" della cartomante nota come Godmother e aspira a diventare una vera medium. Quando scopre che Godmother ha chiuso la sua attività di cartomante, si avvicina a Miko e Hana, sospettando che possano essere coinvolte in qualche modo nel ritiro della cartomante. Scopre così che Miko vede le creature soprannaturali come lei. Yuria considera Miko una persona dotata di poteri straordinari, Hana una portatrice inconsapevole di una potente aura vitale, e un'altra amica, Michiru, come una persona che ha intuito i poteri di Miko. Tuttavia, Yuria non ha ancora piena fiducia nelle proprie capacità paranormali. Per mettersi alla prova, partecipa a un tour spiritico guidato da Rom, inizialmente scettica e convinta che possa essere un truffatore. Dopo essere stata salvata da una situazione pericolosa grazie a Rom, inizia a desiderare di diventare una medium autentica come lui e Godmother.

### Secondari
Mitsue Takeda (タケダミツエ?, Takeda Mitsue) / Godmother (ゴッドマザー?, Goddomazā, lett. "Madrina")
Doppiata da: Ikuko Tani (anime), Yukihiro Nozuyama (vomic)
Godmother, il cui vero nome è Mitsue Takeda, è una medium un tempo conosciuta come la "Godmother del quartiere". Riconobbe la presenza delle creature che perseguitano Miko e le consegnò un rosario particolarmente potente, concentrato tutta la sua forza al massimo livello. Tuttavia, il rosario venne distrutto subito dopo da uno degli spiriti, portandola a rendersi conto dei propri limiti e a ritirarsi dall'attività di medium. Dopo il ritiro, va a vivere con il figlio dedicandosi all'agricoltura. Tuttavia, preoccupata per la sicurezza di Miko e Hana dopo aver visto una loro fotografia scattata in un santuario, decide di tornare alla professione di medium, annullando la sua precedente decisione di abbandonare l'attività.
Rom Shindo (神童 ロム?, Shindō Romu)
Un ex discepolo di Godmother e, come Miko e le sue amiche, è in grado di vedere creature ultraterrene. Sebbene il suo aspetto possa sembrare sospetto, le sue capacità sono autentiche, tanto che Yuria lo considera un vero medium e Towako lo definisce un talento eccezionale. Rom vende oggetti con poteri speciali, come pietre e sale, a prezzi elevati. Cresciuto sotto la tutela di Godmother, divenne suo apprendista, ma disobbedì un suo avvertimento in un santuario montano, dove Towako si sacrificò prendendo il suo posto per salvarlo. Questo evento lo segna profondamente e, per tornare al santuario, cerca di usare Miko come sostituita, ma alla fine, insieme a Miko e Godmother, riesce a risolvere la situazione e a riconciliarsi con Godmother.
Towako Oka (岡 トワ子?, Oka Towako)
La maestra di Godmother e colei che le ha dato il suo soprannome. Appare come medium in programmi televisivi di successo e gode di una buona reputazione. Apprezza molto il carattere umano e caloroso di Godmother e, tramite la loro relazione maestra-discepola, ha affidato la cura di Rom a Godmother. Quando Rom viene attirato in un santuario, Towako si sacrifica per salvarlo, trasformandosi in una creature simile a una volpe demoniaca.
Kyosuke Yotsuya (四谷 恭介?, Yotsuya Kyōsuke)
Doppiato da: Yumiri Hanamori
Il fratello minore di Miko. Appassionati di programmi horror, è molto premuroso nei confronti della sorella. Preoccupata per i suoi strani comportamenti, la segue pensando che abbia un fidanzato e la cerca quando perde i contatti con lei dopo una visita a un santuario.
Toko Yotsuya (四谷 透子?, Yotsuya Tōko)
Doppiata da: Hitomi Nabatame, interpretata da: Saki Takaoka (live action)
La madre di Miko e Kyosuke.
Mamoru Yotsuya (四谷 真守?, Yotsuya Mamoru)
Doppiato da: Kōsuke Toriumi, interpretato da: Kenichi Takitō (live action)
Il padre di Miko e Kyousuke. Sebbene sia deceduto prima degli eventi narrati, il suo spirito continua a vegliare sulla famiglia. È noto per la sua ossessione verso il budino, un elemento ricorrente nella storia. Mamoru rimpiange di non essere riuscito a riconciliarsi con Miko dopo un litigio causato dal fatto che aveva mangiato il suo budino senza permesso.
Zen Toono (遠野 善?, Tōno Zen)
Doppiato da: Yūichi Nakamura, interpretato da: Taiga Kyomoto (live action)
Un insegnante supplente che assume la cattedra della classe frequentata da Miko e Hana. È circondato da creature mostruose e ha un carattere distaccato, mostrando scarso interesse per gli altri e difficoltà a ricordare i nomi delle persone. È un grande amante dei gatti, tanto da portare un gatto in un appartamento dove sono vietati gli animali e da rischiare la propria incolumità per salvare un gatto che rischiava di essere investito da un'auto. Prima dell'inizio della storia, Zen aveva già incontrato Miko e Hana e nutriva sospetti su Miko, credendo che potesse essere coinvolta in un caso di maltrattamento animale. In seguito si scopre che il suo amore per i gatti nasce da un trauma infantile legato al suo difficile rapporto con la madre.
Michiru Ichijou (一条 みちる?, Ichijō Michiru)
Doppiata da: Saori Hayami (vomic)
Una studentessa trasferita nella classe di Miko e Hana. Lavora come modella esclusiva per il gruppo "CHAOSTEEN" sotto il nome d'arte "Chiruru". È posseduta da una creatura mostruosa che copre la parte superiore del suo corpo, rendendo impossibile per Miko vedere il suo volto. Questa presenza fa si che Michiru percepisca Miko come qualcuno che la vede attraverso le apparenze, suscitando in lei un certo interesse.
Satoru (サトル?)
Doppiato da: Kazuyuki Okitsu, Yō Taichi (da bambino)
Un amico di Zen e veterinario. Si occupa di curare i gatti che Zen protegge e si impegna a trovare loro una nuova famiglia adottiva.
Shige (シゲさん?, Shige-san)
Doppiato da: Kenta Sasa
Un anziano proprietario di un negozio di scarpe situato di fronte alla bottega di Godmother. Funziona da tramite tra Godmother e i visitatori del negozio, informando Yuria della pensione di Godmother. Si mostra premuroso nei confronti di Godmother, apparendo anche dopo la sua morta per avvertire del fatto che Rom stia usando Miko per scopi misteriosi.
Arai (荒井?)
Doppiata da: Hana Satō, interpretata da: Akane Hotta (live action)
L'insegnante di classe di Miko e Hana prima dell'arrivo di Zen. Ha lasciato temporaneamente l'incarico per congedo di maternità, passando la supplenza a Zen.
Kido (木戸?)
Doppiata da: Harumi Sakurai
L'infermiera scolastica della scuola frequentata da Miko e compagne. È così attraente da attirare l'attenzione delle creature mostruose che cercando di possederla.
Gozuka (豪塚?, Gōzuka)
Doppiato da: Atsushi Imaruoka
Un uomo dal volto severo che ha adottato il gatto che Miko aveva rifiutato di prendere in custodia. Ama molto il suo gatto, chiamato "Nyansuke" (にゃんすけ?), e viene protetto dallo spirito della moglie e da due spiriti felini. Il suo account sui social network è "Gozuka@Nyansuke".
Madre di Zen (善の母?, Zen no haha)
Doppiata da: Mai Nakahara
La madre di Zen è deceduta da tempo. Durante l'infanzia del figlio, lo ha cresciuto con un'educazione rigida e severa, continuando a influenzarlo anche dopo la sua morte sotto forma di spirito maligno.
Junji Rosoku (ロウソク淳二?, Rōsoku Junji)
Doppiato da: Nobuo Tobita
Presentatore maschile del programma televisivo "Vere storie del terrore".
Divinità della montagna (山の神様?, Yama no kamisama)
Doppiato da: Masashi Yamane
È il dio principale del santuario che ha dato origine all'evento noto come "Sankai", un patto stupulato tra Miko e la Divinità della montagna che le concede la protezione degli spiriti della volpe per tre volte. Secondo Godmother, si tratta di un'entità misteriosa e terribile. In cambio del soddisfacimento dei desideri, questa divinità richiede un prezzo a chi li formula.
Spiriti della volpe (狐の怪?, Kitsune no kai)
Doppiati da: Risae Matsuda e Satsumi Matsuda
Sono gli accompagnatori della Divinità della montagna. Aiutano Miko quando si trova in situazioni di pericolo.

## Produzione
Secondo l'autore Tomoki Izumi, osservando con invidia i colleghi mangaka che condividevano le loro opere su Twitter ottenendo grande successo, decise di iniziare a ideare un progetto con l'obiettivo di una possibile serializzazione e pubblicazione in volume. Inizialmente, Izumi concepì due idee: una commedia violenta e caotica incentrata su due coppie di gemelli, e un'altra storia su una liceale che improvvisamente inizia a vedere creature terrificanti e si sforza di ignorarle. Dopo aver presentato entrambe le idee alla moglie Emo Izumi, quest'ultima lo incoraggiò a sviluppare la seconda, che fu quindi adottata come base del manga. Anche il titolo Mieruko-chan venne scelto da Emo Izumi.
Nel 2018, Izumi pubblicò il primo capitolo su Twitter, che ottenne un grande successo, raggiungendo 50 000 "retweet e 160 000 "mi piace". L'autore ha dichiarato di aver percepito un buon riscontro già prima della pubblicazione, ma non si aspettava un'accoglienza così calorosa.
Dopo la pubblicazione del primo capitolo, Izumi ricevette offerte da diverse case editrici. Scelse di serializzazione il manga con Kadokawa, che si era dimostrata particolarmente entusiasta del progetto. La serializzazione iniziò il 2 novembre 2018 sulla piattaforma ComicWalker. Il curatore editoriale responsabile ha motivato la scelta sottolineando l'abilità di Izumi nel rappresentare in modo convincente il contrasto tra la dolcezza della protagonista e l'orrore delle creature mostruose, oltre al potenziale narrativo della storia. Pur essendo strutturato in capitoli autoconclusivi, il manga presenta una trama centrale che permette di coinvolgere un ampio pubblico.

## Media

### Manga
Il manga, scritto e disegnato da Tomoki Izumi, viene serializzato dal 2 novembre 2018 sul sito web ComicWalker di Kadokawa Shoten. I capitoli vengono raccolti in volumi tankōbon a partire dal 22 aprile 2019. Al 22 marzo 2025 i volumi totali ammontano a 12.
In Italia la serie è stata annunciata durante il Napoli Comicon 2022 da Panini Comics che la pubblica sotto l'etichetta Planet Manga a partire dal 2 febbraio 2023. La traduzione dei testi è curata da Emilio Martini, mentre il lettering è realizzato da Tatiana Bonora.
La serie è distribuita anche in Nord America da Yen Press, in Francia da Ototo, in Spagna da Editorial Ivrea, in Polonia da Studio JG, in Germania da Manga Cult e in Messico da Panini Comics.
| 1  | 22 aprile 2019 | ISBN 978-4-04-065658-8 | 2 febbraio 2023  | ISBN 978-88-287-2729-3 |
| 1  | Capitoli - Capitoli 1-9 - Capitolo Extra                                                                                  |                        |                  |                        |
| 2  | 21 ottobre 2019 | ISBN 978-4-04-064092-1 | 2 marzo 2023     | ISBN 978-88-287-4674-4 |
| 2  | Capitoli - Capitoli 10-16 - Capitolo Extra                                                                                |                        |                  |                        |
| 3  | 21 marzo 2020 | ISBN 978-4-04-064498-1 | 27 aprile 2023   | ISBN 978-88-287-4378-1 |
| 3  | Capitoli - Capitoli 17-23 - Capitolo Extra                                                                                |                        |                  |                        |
| 4  | 23 settembre 2020 | ISBN 978-4-04-064898-9 | 22 giugno 2023   | ISBN 978-88-287-4609-6 |
| 4  | Capitoli - Capitoli 24-28 - Capitolo Extra                                                                                |                        |                  |                        |
| 5  | 22 marzo 2021 | ISBN 978-4-04-680257-6 | 31 agosto 2023   | ISBN 978-88-287-5216-5 |
| 5  | Capitoli - Capitoli 29-33 - Capitolo Extra                                                                                |                        |                  |                        |
| 6  | 22 ottobre 2021 | ISBN 978-4-04-680715-1 | 19 ottobre 2023  | ISBN 978-88-287-7021-3 |
| 6  | Capitoli - Capitoli 34-37 - Capitolo Extra                                                                                |                        |                  |                        |
| 7  | 22 marzo 2022 | ISBN 978-4-04-681219-3 | 21 dicembre 2023 | ISBN 978-88-287-7197-5 |
| 7  | Capitoli - Capitoli 38-41 - Capitolo Extra                                                                                |                        |                  |                        |
| 8  | 21 ottobre 2022 | ISBN 978-4-04-681772-3 | 22 febbraio 2024 | ISBN 978-88-287-7868-4 |
| 8  | Capitoli - Capitoli 42-46 - Capitolo Extra                                                                                |                        |                  |                        |
| 9  | 23 maggio 2023 | ISBN 978-4-04-682240-6 | 29 agosto 2024   | ISBN 978-88-287-8382-4 |
| 9  | Capitoli - Capitoli 47-49 - Capitolo 50 (prima parte) - Capitolo 50 (seconda parte) - Capitolo Extra 1 - Capitolo Extra 2 |                        |                  |                        |
| 10 | 22 febbraio 2024 | ISBN 978-4-04-682879-8 | 28 novembre 2024 | ISBN 979-12-21902-14-3 |
| 10 | Capitoli - Capitoli 51-55 - Capitolo Extra                                                                                |                        |                  |                        |
| 11 | 23 ottobre 2024 | ISBN 978-4-04-683993-0 | 19 giugno 2025   | ISBN 979-12-21920-63-5 |
| 11 | Capitoli - Capitoli 56-60 - Capitolo Extra                                                                                |                        |                  |                        |
| 12 | 22 marzo 2025 | ISBN 978-4-04-684470-5 | —                | —                      |
| 12 | Capitoli - Capitoli 61-64 - Capitolo Extra                                                                                |                        |                  |                        |

### Anime

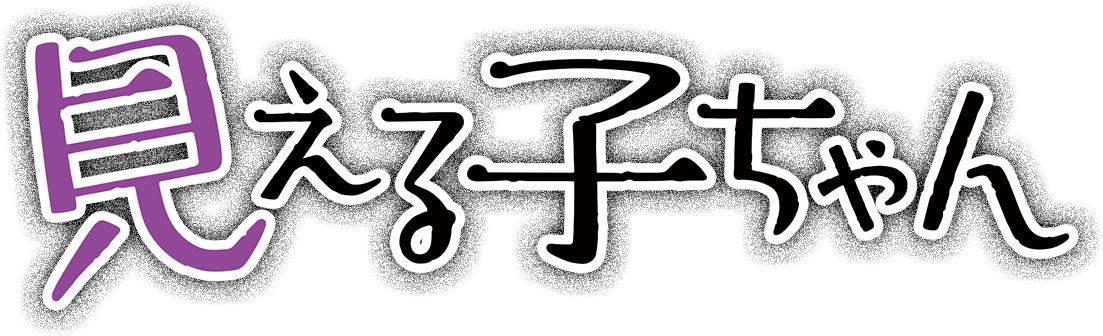
Logo originale della serie

Un adattamento anime è stato annunciato il 18 marzo 2021. La serie è animata dallo studio Passione e diretta da Yuki Ogawa, con Takahiro Majima e Shintarō Matsushima come assistenti alla regia e Kenta Ihara che supervisione e scrive la sceneggiatura. Chikashi Kadekaru cura il character design e ricopre il ruolo di direttore capo dell'animazione, mentre Makoto Uno si occupa del monster design. Kana Utatane ha composto la colonna sonora. Le sigle d'apertura e chiusura sono rispettivamente Mienai kara ne!? (見えないからね!?? lett. "Non riesco a vederli, okay!?") e Mita na? Mita yo ne?? Miteru yo ne??? (ミタナ？ミタヨネ？？ミテルヨネ？？？? lett. "Mi hai visto? Mi hai visto, vero?? Mi stai vedendo proprio adesso, vero???"), entrambe cantate da Sora Amamiya. La serie è stata trasmessa dal 3 ottobre al 19 dicembre 2021 su AT-X, Tokyo MX, KBS Kyoto, SUN e BS NTV.

#### Episodi
| Nº | Titolo italiano (traduzione letterale) Giapponese 「Kanji」 - Rōmaji | In onda          | In onda |
| Nº | Titolo italiano (traduzione letterale) Giapponese 「Kanji」 - Rōmaji | Giapponese       |         |
| 1  | Riesci a vederli? 「見える？」 - Mieru? | 3 ottobre 2021   |         |
| 1  | Miko Yotsuya inizia a notare alcune cose, come cani che abbaiano a vuoto e un'impronta di mano sullo specchio del bagno. A scuola incontra la sua amica Hana Yurikawa e una ragazza dagli occhi rossi di un'altra classe che sembra volerle parlare, ma decide di non farlo. Più tardi, Miko si accorge di aver perso un ciondolo del suo zaino, così la ragazza torna a scuola per trovarlo e vede una nebbia a forma di uomo che scompare. Mentre aspetta alla fermata dell'autobus sotto la pioggia, appare il fantasma terrificante di una vecchia donna in decomposizione che chiede a Miko se la vede. Nonostante il terrore, Miko finge di non vedere nulla e il fantasma alla fine scompare. Miko torna a casa, ma mentre si prepara per andare a letto, il fantasma di uomo appare nel suo bagno e si appoggia con la mano allo specchio, spiegando l'impronta della mano che aveva visto quella mattina. Anche lui chiede di sapere se può vederlo, mal lei riesce a ignorarlo finché non scompare. Mettendo del sale nella sua stanza per scacciare gli spiriti, Miko tenta di dormire, ma si rende conto che il sale non funziona perché il fantasma riappare con la testa sul suo stomaco. Il giorno dopo, a scuola, Miko vede il fantasma di uno studente deceduto e si rende conto con le lacrime di non aver sognato, ma di vedere davvero i fantasmi. |                  |         |
| 2  | Li vede benissimo 「超見える」 - Chō mieru | 10 ottobre 2021  |         |
| 2  | Miko inizia a vedere i fantasmi a scuola, a partire dal fantasma di una studentessa che vaga per i corridoi e poi da una testa incorporea che infesta lo spogliatoio della scuola. Poi vede un fantasma che palpeggia Hana e non riesce a liberarsene, finché non vede la più attraente infermiera della scuola e passa a palpeggiare lei. Dopo le lezioni, Miko e Hana escono a comprare dei pasticcini, ma Miko si distrae guardando il telefono e finisce accidentalmente in una fila di fantasmi in coda per essere mangiati da un fantasma molto più grande. Dopo aver comprato i pasticcini, Hana e Miko si imbattono in un gattino abbandonato che viene perseguitato da un fantasma che si limita a fissarlo. Hana invia un post sui social media per vedere se qualcuno è disposto ad adottare il gattino. Due uomini si presentano separatamente, uno bello e giovane e l'altro con una cicatrice e dall'aspetto intimidatorio. Miko vede il giovane circondato da spiriti felini malvagi e dà il gattino all'uomo sfregiato, che ha due spiriti felini angelici a due code che lo sorvegliano. L'uomo sfregiato accetta il gattino e lo porta a casa, dove si scopre che si è procurato le cicatrici a causa dei graffi dei gatti. Si prende amorevolmente cura del gattino mentre gli spiriti di sua moglie e dei gatti che aveva in precedenza vegliano su di lui. |                  |         |
| 3  | Li vede ancora 「まだ見える」 - Mada mieru | 17 ottobre 2021  |         |
| 3  | Miko si dirige verso una caffetteria per incontrare Hana, ma durante il tragitto in autobus viene perseguitata da un fantasma chiacchierone. Alla caffetteria, vede un bel giovane perseguitato dallo spirito di una donna gelosa e appiccicosa e deve convincere di nascosto il fantasma che non è interessata al ragazzo. Dopo l'arrivo di Hana, Miko vede che il ragazzo esce con una sua coetanea perseguitata da numerosi spiriti di uomini gelosi, dandole l'impressione che siano entrambi amanti infedeli. Miko compra quindi dei rosari per cercare di allontanare i fantasmi e, anche se inizialmente funzionano, si rompono immediatamente quando incontra un fantasma molto più potente in un vicolo. Vedendo che i rosari di Miko si rompono, Hana porta l'amica da una cartomante locale nota come Godmother. Godmother inizialmente prova un rosario economico su Miko nel tentativo di truffarla, ma si rende conto che Miko è infestata quando l'oggetto si rompe e riesce a vedere la forma debole di un fantasma dietro Miko. Vede anche Hana irradiare una potente aura energetica, che la protegge dai fantasmi ma serve anche ad attirarli. Per aiutare Miko, Godmother dà alla ragazza il suo più potente rosario. Tuttavia, anche quest'ultimo si rompe poco dopo. Miko rinuncia a cercare di usare i rosari e Godmother, il cui vero nome è Mitsue Takeda, decide di ritirarsi dalla cartomanzia e di vivere con il figlio in campagna. |                  |         |
| 4  | Sì, li vede 「やっぱり見える」 - Yappari mieru | 24 ottobre 2021  |         |
| 4  | Miko continua a cercare di affrontare una vita in cui è in grado di vedere i fantasmi e inizia a vederli nelle librerie e nei distributori automatici. Mentre fa compere con Hana, prende uno speciale budino di castagne stagionale. Nel frattempo, Kyosuke, il fratello di Miko, nota i suoi strani comportamenti e sospetta che abbia una relazione segreta con un fidanzato. Volendo proteggere la sorelle, Kyosuke la pedina, ma non è consapevole dei fantasmi che la perseguitano. Alla sera, Miko vede un fantasma nel suo bagno e non volendo farlo sembrare sospetto accoglie suo fratello Kyosuke, che era appena uscito dal bagno per vedere se aveva dei succhiotti, per fare un bagno con lei, allo scopo di allontanare il fantasma. Kyosuke non vede segni di succhiotti sul suo corpo e si rilassa ulteriormente quando lei dice di non avere un fidanzato. Il giorno seguente, Miko cerca di fare colazione insieme alla sua famiglia, ma improvvisamente appare un grande fantasma vicino a loro. Miko si scusa e decide di lasciare il budino di castagne sull'altare funerario del padre, rivelando così che lui è in realtà un fantasma da tempo. Il padre le chiede scusa per averle mangiato il budino l’anno precedente senza il suo permesso, spiegando che non aveva mai avuto l’occasione di farlo prima di morire in un incidente. Miko è felice di aver finalmente risolto questa questione rimasta in sospeso con lui. Dopo i titoli di coda, si scopre che Miko è in grado di vedere i fantasmi anche attraverso la televisione. |                  |         |
| 5  | Anche lei li vede 「ワタシも見える」 - Watashi mo mieru | 31 ottobre 2021  |         |
| 5  | Una compagna di scuola di Miko, Yuria Niguredo, è sorpresa nel vedere che Mitsue (Godmother) ha chiuso i battenti, poiché voleva essere la sua apprendista. Viene rivelato che Yuria può anche vedere i fantasmi fin da piccola e sogna di diventare lei stessa un'indovina e un'esorcista. Viene a sapere che Miko è stata l'ultima cliente che Mitsue ha visto e assiste all'evitamento di un fantasma da parte di Miko. Yuria affronta Miko a scuola, dicendole che anche lei può vedere i fantasmi, ma Miko continua a negare. Si scopre che i fantasmi molto più potenti che Miko può vedere sono ancora invisibili a Yuria, e il fatto che Yuria si vanti delle sue capacità attira l'attenzione di uno di questi fantasmi nelle vicinanze. Per tenerlo lontano, Miko è costretta a sottomettere e mettere al tappeto Yuria. Yuria si riprende nell'infermeria, dove Miko si scusa con lei, ma Yuria interpreta le parole di Miko come una minaccia di starle lontano. Alla sera, mentre torna da scuola, Miko si imbatte in un'anziana donna che ha poca memoria. La porta a casa sua, ma viene perseguitata da un fantasma che le sussurra continuamente i numeri "4631". Miko mostra i numeri all'anziana donna, che li usa per aprire una cassaforte contenente uno speciale pettine per capelli lasciatole dal marito, e dopo averlo indossato riacquista la memoria. Il fantasma del marito ringrazia Miko prima di lasciarsi mangiare da un fantasma più grande. |                  |         |
| 6  | Vede cose straordinarie 「スゴいの見える」 - Sugoi no mieru | 7 novembre 2021  |         |
| 6  | Mentre torna da una pasticceria con Hana, Miko vede un fantasma molto grande e spaventoso. Hana si dirige verso Miko, senza sapere che lo stesso fantasma la sta perseguitando, usando la sua aura di forza vitale per cucinare e mangiare i fantasmi più piccoli. Si imbatte poi in un bambino il cui cane è scappato in un edificio abbandonato e accetta di aiutarlo a ritrovarlo. Riesce a trovare il cane e a riportarlo al proprietario, ma il fantasma che la segue si è nutrito così tanto da essere pesantemente mutato quando si incontra con Miko. Miko porta Hana al santuario Miketsudani nella speranza di trovare un modo per liberarsi del fantasma. Le due fanno una preghiera al santuario e Miko desidera liberarsi del fantasma. Come in risposta, arrivano un paio di spiriti di sacerdotesse e uno spirito massiccio che distruggono il fantasma. Lo spirito più grande pronuncia poi le parole criptiche "Tre volte" a Miko prima di scomparire, lasciandola incerta sul significato. |                  |         |
| 7  | Lo hai visto? 「見た？」 - Mita? | 14 novembre 2021 |         |
| 7  | Ricordando ancora come Miko l'ha umiliata, Yuria giura di vendicarsi della sua presunta rivale. Dopo aver notato che la foto di lei e Miko al santuario ha raccolti molti consenti sui social media, Hana decide di dedicarsi alla fotografia come hobby. Approfittando di ciò, Yuria propone loro di andare in un luogo panoramico in montagna per un servizio fotografico. Durante il viaggio, Yuria rivela che per raggiungere il luogo dovranno attraversare un tunnel infestato. Come previsto, il tunnel è pieno di fantasmi di basso livello, che Yuria spera possano costringere Miko ad ammettere di poterli vedere. Tuttavia, ciò che Yuria non vede è un fantasma di livello superiore che arriva e inizia a divorare gli altri fantasmi. Dal punto di vista di Yuria, la ragazza pensa che Miko stia esorcizzando i fantasmi senza sforzo. Mentre Yuria continua a cercare di attirare l'attenzione di Miko, il fantasma di alto livello viene attratto da loro. Gli spiriti delle sacerdotesse intervengono e scacciano il fantasma, dando a Miko, Yuria e Hana la possibilità di lasciare il tunnel. Durante il viaggio di ritorno, Hana scatta una foto di tutte e tre e la invia a Miko e Yuria, accettando quest'ultima come sua nuova amica. Yuria, che è sempre stata considerata un'emarginata, è commossa dalla gentilezza di Hana. Mentre fanno merenda, Yuria si chiede perché si siano radunati così tanti fantasmi nel tunnel, quando nota un piccolo fantasma aggrappato alla gamba di Hana che viene bruciato dalla sua aura e ne capisce il motivo. Mentre sta per dirlo ad Hana, fraintende che Miko la stia minacciando di non dire nulla e si lascia intimidire da lei. |                  |         |
| 8  | Le cose che vede 「見えてるもの」 - Mieteru mono | 21 novembre 2021 |         |
| 8  | Miko e Kyosuke vanno a comprare un regalo di compleanno per la madre. Nonostante siano perseguitati da un fantasma, Miko e Kyosuke riescono a scegliere come regalo una coppia di tazze abbinate. Sul treno per tornare a casa, Miko vede un fantasma armato di ascia attaccare i passeggeri del treno, anche se la sua arma li attraversa in modo innocuo. Tuttavia, Miko è terrorizzata quando vede il fantasma con l'ascia attaccare e catturare un altro fantasma all'interno di una persona seduta accanto a lei. Sebbene Miko eviti di reagire all'attacco, si bagna e deve scendere dal treno in anticipo. Più tardi, Miko e Hana aiutano la loro insegnante a fare le valigie, perché sta per andare in maternità. Miko vede un fantasma che sembra infestare il grembo della sua insegnante, la quale rivela di essere stata precedentemente incinta, ma che il suo bambino è morto. Miko si rende conto che il fantasma è lo spirito del bambino deceduto, tornato per proteggere il fratello. Quella notte, Miko riflette sul motivo per cui è in grado di vedere i fantasmi e si chiede se dovrebbe cercare di aiutarli o affrontarli, ma decide di continuare a ignorarli quando ne vede uno disgustoso vicino a un distributore automatico. Il giorno dopo, arriva il supplente della classe di Miko e la ragazza è inorridita nel vedere che si tratta di Zen Toono, il giovane che aveva visto in precedenza e che è perseguitato da spiriti felini malvagi. Nel frattempo, l'uomo sfregiato si prende ancora cura del suo gatto appena adottato e festeggia il suo anniversario di matrimonio in onore della moglie defunta.                                                          |                  |         |
| 9  | Cose che ha già visto 「見たことある」 - Mita koto aru | 28 novembre 2021 |         |
| 9  | Mentre cerca di evitare Zen e i fantasmi che lo perseguitano, Miko incontra per caso Yuria che mangia da sola in bagno. Poiché un enorme fantasma infesta il bagno, Miko consiglia a Yuria di smettere di mangiare lì e Hana suggerisce che d'ora in poi Yuria possa pranzare con loro. Miko decide quindi di tenere d'occhio Zen, ma all'improvviso appare un grande fantasma femminile che la minaccia di non guardarlo. Le tre ragazze decidono quindi di andare a un evento in una casa stregata per vincere una confezione di ciambelle gratis. Sebbene Miko inizialmente non reagisca ai convenzionali spaventi della casa infestata, ha un'epifania: l'attrazione della casa infestata è un luogo in cui può mostrare apertamente la sua paura senza attirare l'attenzione dei fantasmi. Miko finisce per essere di umore migliore dopo aver potuto sfogare i suoi sentimenti di paura in un momento di catarsi. Mentre le ragazze tornano a casa, passano davanti al negozio chiuso di Mitsue e si chiedono cosa stia facendo. In campagna, Mitsue si è data all'agricoltura per aiutare la famiglia. |                  |         |
| 10 | Non guardare 「見るな」 - Miru na | 5 dicembre 2021  |         |
| 10 | Zen viene a sapere dalla sua vicina che qualcuno sta apparentemente uccidendo dei gatti nel loro quartiere. Si dirige quindi a scuola dove inizia a insegnare alla sua classe. Miko trova sempre più difficile concentrarsi sulla lezione a causa del grande fantasma femminile che perseguita Zen e che avverte tutti di non guardarlo. Quando Hana si sente svenire per la fame, Miko coglie l'occasione per portarla in infermeria, così da poter lasciare la classe. Tuttavia, Miko inizia a chiedersi se i fantasmi che infestano Zen stiano influenzando l'aura vitale di Hana, rendendola più affamata del solito. Mentre accompagna Hana in un parco, Miko attira accidentalmente l'attenzione di un fantasma ostile che si finge un bambino umano e che cerca di attaccarla, ma viene distrutto dagli spiriti delle sacerdotesse. Miko si rende conto che le parole degli spiriti delle sacerdotesse "tre volte" significavano che le l'avrebbero protetta solo tre volte, e che lei aveva già inavvertitamente chiesto il loro aiuto due volte, lasciando solo un'altra possibilità di usarle come protezione. Alla sera, un uomo si avvicina a un gatto con l'intenzione di fargli del male, ma è costretto ad andarsene quando una coppia di studentesse passa di lì. |                  |         |
| 11 | Lo ha visto? 「見る？」 - Miru? | 12 dicembre 2021 |         |
| 11 | Un flashback rivela che da bambino Zen è stato cresciuto da una madre estremamente prepotente. Nel presente, Miko segue segretamente Zen per cercare di trovare prove di illeciti, in modo da poterlo allontanare dalla scuola. Vede Zen incontrare un gattino e, temendo che gli faccia del male, interviene per portarglielo via. Tuttavia, mentre cerca di scappare, il gattino sfugge alla sua presa e corre sulla strada. Zen si tuffa per salvare il gattino, ma viene investito da un'auto. Un altro flashback mostra Zen da bambino che adotta segretamente un gattino randagio, solo che sua madre lo scopre e lo uccide, traumatizzandolo ulteriormente. All'ospedale, Zen rivela a Miko di aver cercato un criminale che attacca i gatti. Satoru, l'amico di Zen, spiega a Miko la situazione familiare di Zen e lei capisce che il fantasma che lo perseguita è quello di sua madre. La ragazza lo schernisce e lo attacca, facendo si che gli spiriti delle sacerdotesse la distruggano, esaudendo anche la terza richiesta di protezione. |                  |         |
| 12 | Mieruko-chan 「見える子ちゃん」 - Mieruko-chan | 19 dicembre 2021 |         |
| 12 | Dopo che il fantasma della madre di Zen viene distrutto, Zen inizia a sentirsi meglio ora che non è più perseguitato da lei e lascia andare i suoi vecchi fardelli e sensi di colpa. Questo permette agli spiriti dei gatti che lo circondano di essere purificati e di passare oltre, compreso lo spirito del suo vecchio gattino domestico. Miko gli fa adottare il gattino che aveva salvato. Tempo dopo, Zen riesce a intercettare la persona che attacca i gatti e la mette fuori combattimento con un taser. Tuttavia, la sorte dell'uomo rimane sconosciuta, poiché la polizia ha affisso un manifesto di scomparsa per lui. In campagna, Mitsue rimane scioccata quando riceve una foto di Miko e Hana al santuario da un mittente anonimo. A scuola, Miko ha l'idea di provare a ringraziare gli spiriti delle sacerdotesse per averla aiutata, così si reca al santuario per fare un'offerta. Tuttavia, questo sembra far arrabbiare lo spirito del santuario, che si trasforma prima di divorarla. Miko si risveglia a letto: la visita del santuario non è stata altro che un incubo. Continua la sua giornata, ormai abituata a vedere i fantasmi e a ignorarli, anche se si chiede ancora come e perché sia improvvisamente in grado di vedere i fantasmi. Tuttavia, mentre torna a casa con Hana e Yuria, lo spirito del santuario e le sacerdotesse seguono Miko di nascosto. |                  |         |

### Live action
Un adattamento cinematografico in live action, diretto da Yoshihiro Nakamura, è uscito il 6 giugno 2025. Nanoka Hara interpreta la protagonista Miko Yotsuya.

## Accoglienza
Nel 2019 il manga è stato candidato per il 5° Next Manga Award nella categoria digitale e si è classificato decimo su 50 candidati. Nell'ottobre 2022, il manga aveva oltre due milioni di copie in circolazione.
Andrea De Lise de Lo Spazio Bianco ha consigliato la serie agli amanti dell'horror, trovando che l'opera abbia la peculiarità di introdurre tale genere nel quotidiano, talvolta in maniera comica.